# Finländska kammarorkestern
Finländska kammarorkestern (finska: Suomalainen kamariorkesteri) är en finländsk kammarorkester.
Finländska kammarorkestern bildades 1990 av utvalda musiker från Finlands ledande orkestrar. Dirigent är Jukka-Pekka Saraste. Orkestern, som understöds av några industrier, har uppträtt i Helsingfors och bland annat vid sommarkonserter i Ekenäs. 